# Woldberg (Overijssel)
De Woldberg is met zijn 26 meter een opvallende heuvel in het vlakke Steenwijkerland even ten noorden van Steenwijk. De heuvel is grotendeels bebost. Het bosgebied De Woldberg maakt samen met De Eese deel uit van de beheerseenheid Steenwijkerwold van Staatsbosbeheer.

## Beheer, flora en markering
Het bosgebied is sinds 1956 in handen van Staatsbosbeheer. Daarvoor was het in handen van de familie Schlingemann. Puin dat het gevolg is geweest van het bombardement op Rotterdam is gebruikt voor het verharden van paden op de Woldberg. Dit puin bevatte de nodige kalk waardoor er soorten zijn verschenen die gebonden zijn aan kalkrijkere gronden. In het bosgebied zijn ook twee vennen aanwezig. In het verleden is hier turf gewonnen. Hier groeien planten als Waterdrieblad.
De heuvel is goed te zien ter hoogte van afslag Steenwijk-Noord van de A32, waar men pal langs de heuvel rijdt. Na de aanleg van de snelweg heeft men op de westflank van de berg het geologisch monument Wolterholten opgericht.

## Ontstaan en geologie
De Woldberg is de noordelijke punt van het boogvormige stuwwalcomplex van Steenwijk, waarop ook de Havelterberg is gelegen. Ten zuiden van de Woldberg wordt deze stuwwal doorsneden door de Steenwijker Aa. Dit stuwwalcomplex is ontstaan tijdens de voorlaatste ijstijd, het Saalien. In het Saalien zijn verschillende fasen van vergletsjering te onderscheiden, waarin een reeks van stuwwallen gevormd. Bij een vroege vergletsjeringsfase reikte het ijs tot de lijn Texel-Gaasterland-Steenwijk-Coevorden. Hierbij werden langs de ijsrand lokaal dikke pakketten grondmorene afgezet. Het materiaal van de grondmorenes, de keileem, bestaat uit een mengsel van leem, zand en grind, ook komen zwerfkeien voor. Later rukte het ijs verder naar het zuiden op en werd de grondmorenes uit de vorige vergletsjeringsfase opgestuwd tot stuwwallen. Deze stuwwallen werden vervolgens door het oprukkende ijs overreden en omgevormd tot drumlinachtige structuren. In de laatste ijstijd (Weichselien) zijn deze afzettingen plaatselijk bedekt met een laag dekzand.
Het gehele complex van stuwwallen, glaciale ruggen en bekkens rond Steenwijk is zeer gaaf en daarmee van bijzondere aardkundige waarde.

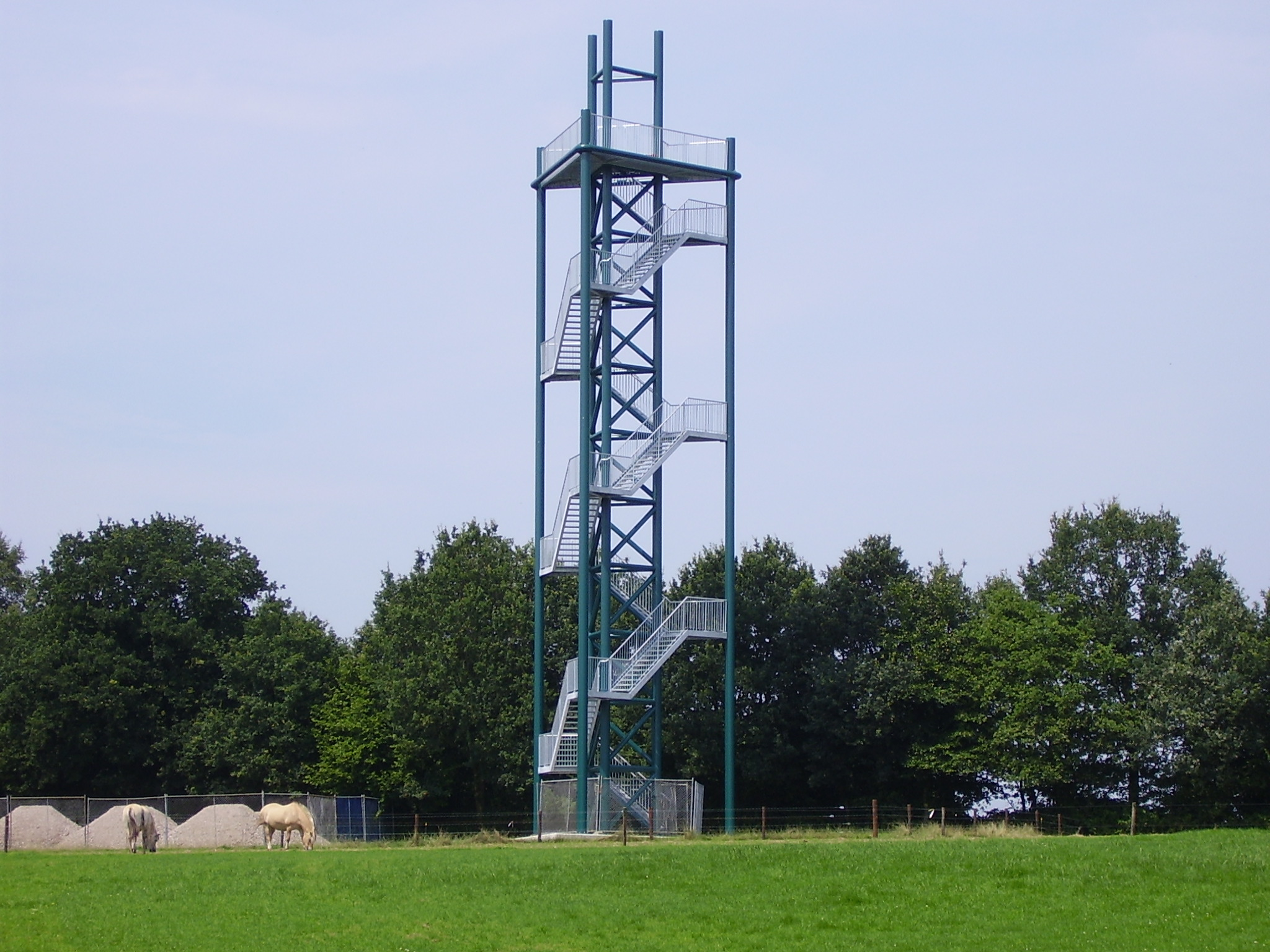
Uitkijktoren op de Woldberg

## Hiddingerberg
Een oude naam van de Woldberg is Hiddingerberg. De naam Hiddinge is lang verbonden geweest met deze plaats. In 1554 was de boerderij op een flank van de berg in bezit van Geert Hiddinge. Later stond hier de boerderij die generaties lang door de familie Velner is bewoond. In 1998 werd de honderd jaar oude boerderij door mevrouw Velner overgedragen aan de Staatsbosbeheer dat de gronden van de boerderij al eerder had verkregen. In 2004 werd er een theehuis geopend. Hier bevindt zich ook een informatiepunt van Staatsbosbeheer. De naam Hiddingerberg is niet geheel verdwenen omdat een hotel nabij de afslag Steenwijk van de A32 tegenwoordig deze naam draagt. Bovendien heet het tunneltje waarmee de Bergweg onder deze snelweg gaat "Hiddinge". De naam Woldberg is ontstaan doordat het gebied rond de Woldberg 't Wold werd genoemd.

## Voorzieningen
Op de Woldberg is in 2008 een uitkijktoren geplaatst. Eerder stond op de Woldberg een brandtoren van de Overijsselse Bosbrandweer, maar deze was in de loop van de tijd afgebroken. Omdat dat betreurd werd, zijn er plannen gemaakt voor een nieuwe uitkijktoren op dezelfde plaats. Maar na onderzoek bleek dat op die plek het uitzicht door de vele boomkruinen belemmerd werd. Daarom is de uitkijktoren aan de rand van het bos, in de nabijheid van het theehuis, op een perceel tussen bos en de A32 gebouwd. Hier is een goed uitzicht over Steenwijk en omgeving.
Ten westen van de snelweg bevindt zich het natuurkampeerterrein De Woldberg van Staatsbosbeheer. Op de Woldberg is een wandelroute van 4 kilometer uitgezet, gemarkeerd met behulp van paaltjes met gele koppen.
Een Toeristische Overstappunt, afgekort met TOP, op de parkeerplaats aan het eind van de Bergweg is het startpunt van deze route.
Het Friese Woudenpad (LAW 1-1) loopt over de heuvel.
Eveneens loopt er een mountainbikeroute door het gebied van 15 km lengte

## Sage
Aan de Woldberg is een sage verbonden. Hierin wordt verhaald dat tijdens een overstroming van de Zuiderzee aan de voet van de Woldberg een bootje is vergaan waarmee een jonkheer zijn goud in veiligheid wilde brengen. Het goud is nooit teruggevonden.